# Порка

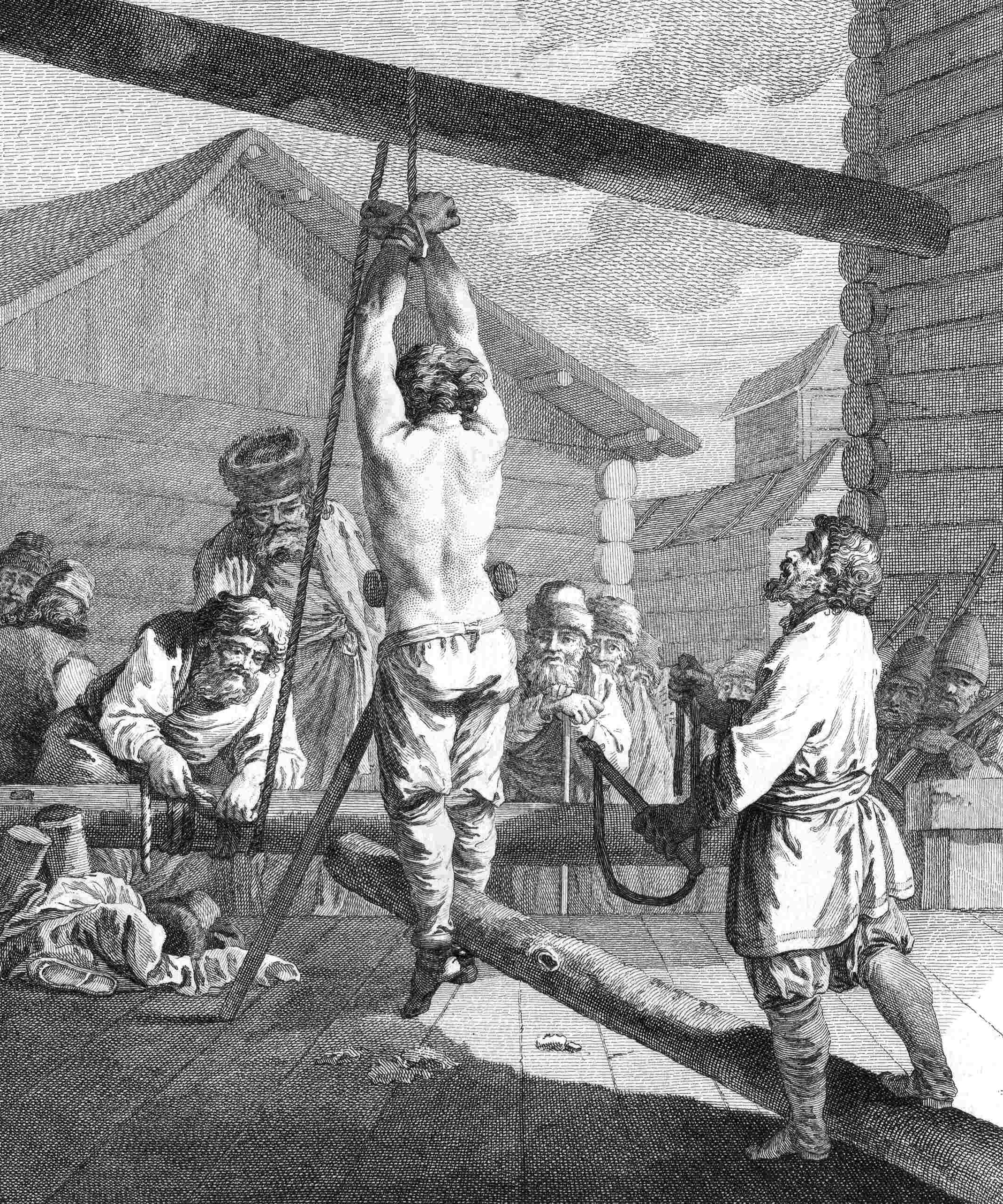
Гравюра Ж.-Б. Лепренса, Наказание большим кнутом, около 1761—1765

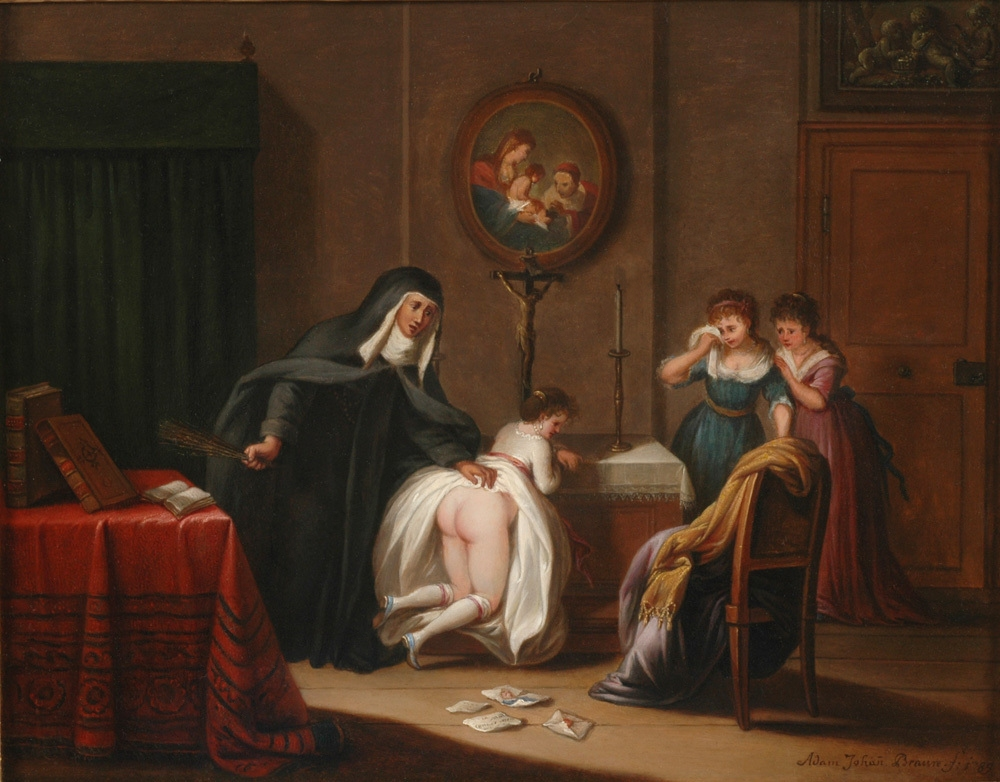
Адам Джоан Браун: Школа для девочек, 1789

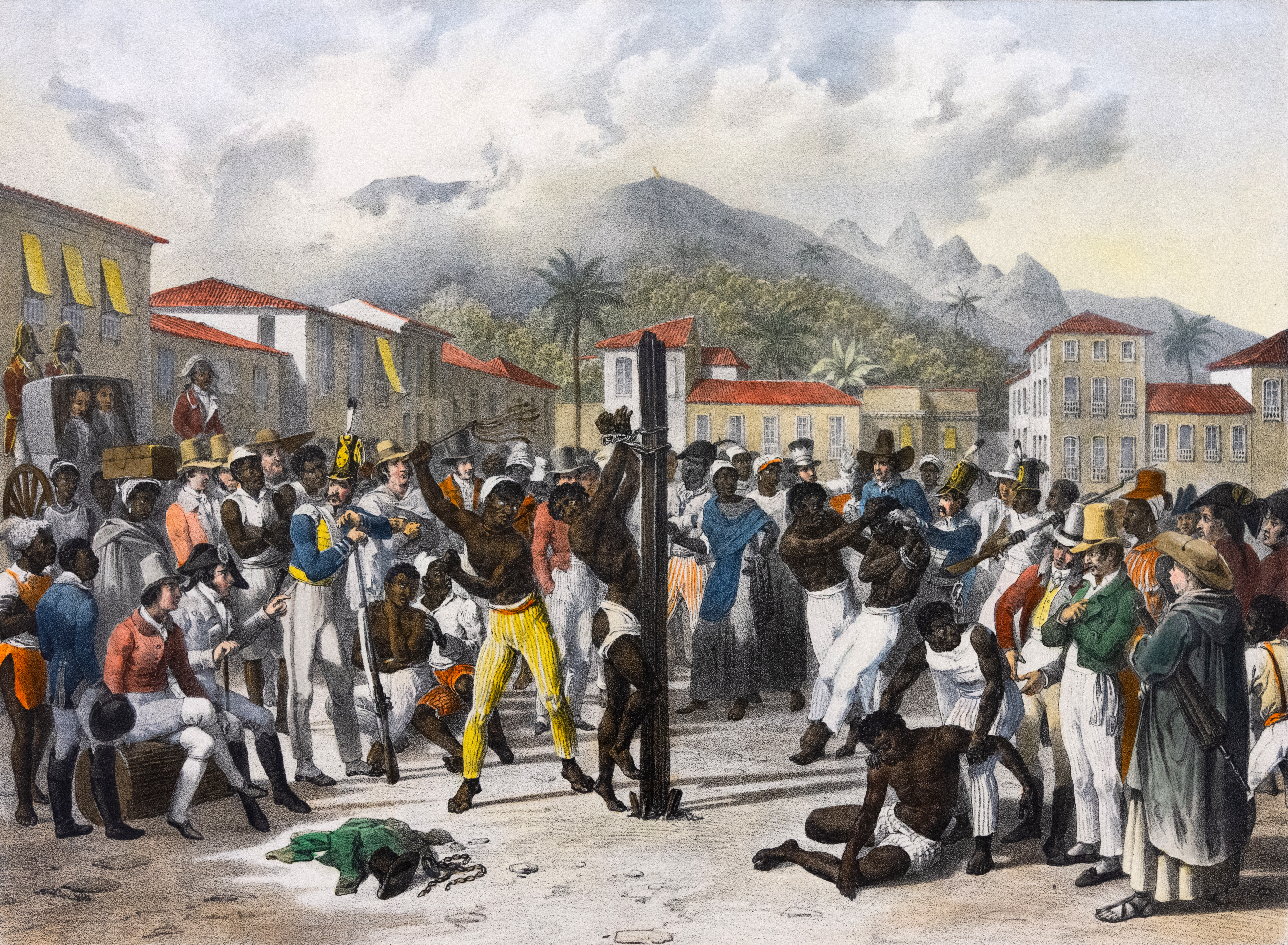
Йоган Мориц Ругендас: Публичная порка раба в Бразилии, около 1827—1835

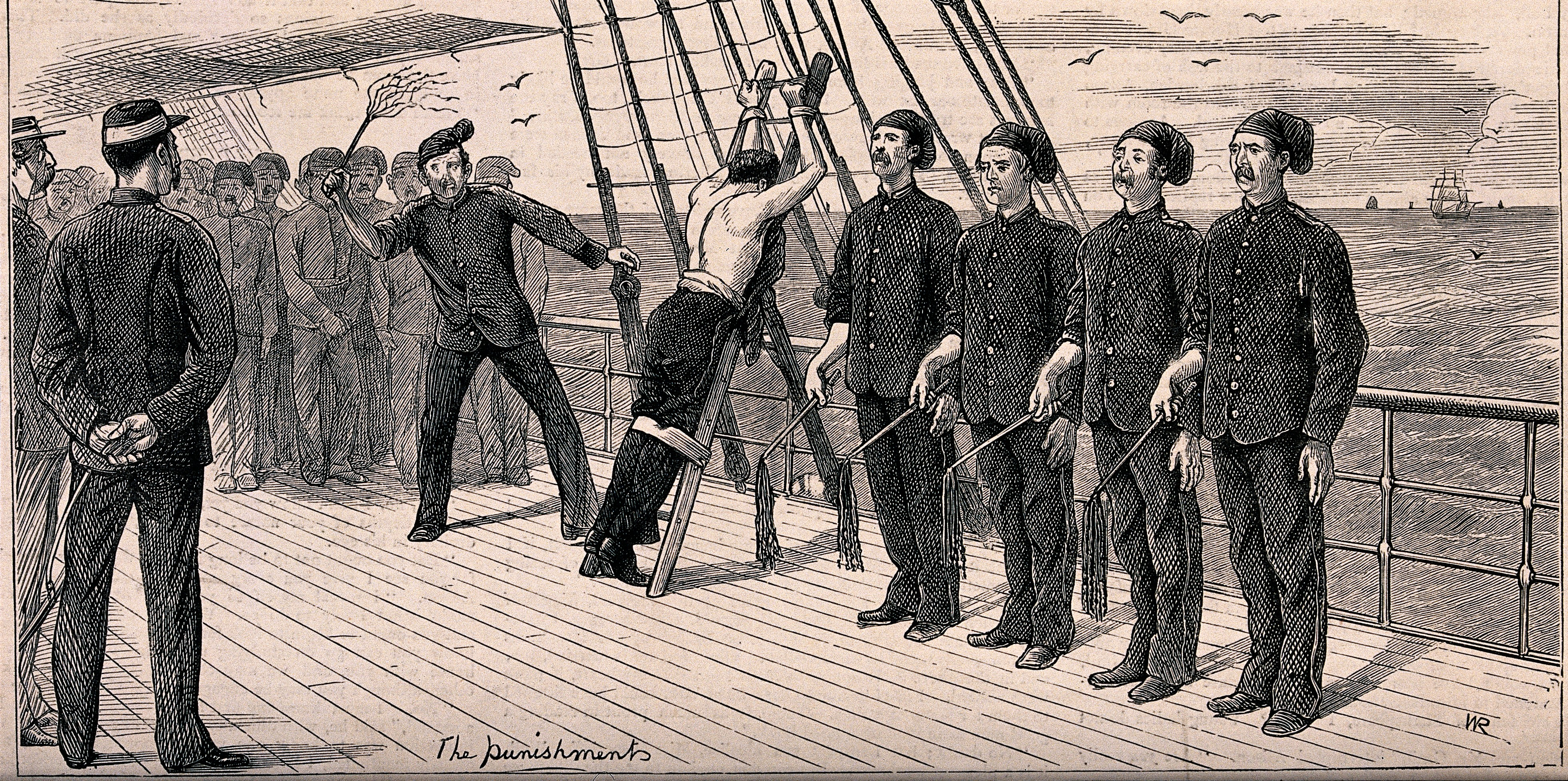
Наказание плетью-девятихвосткой («кошкой») на британском флоте, XIX век

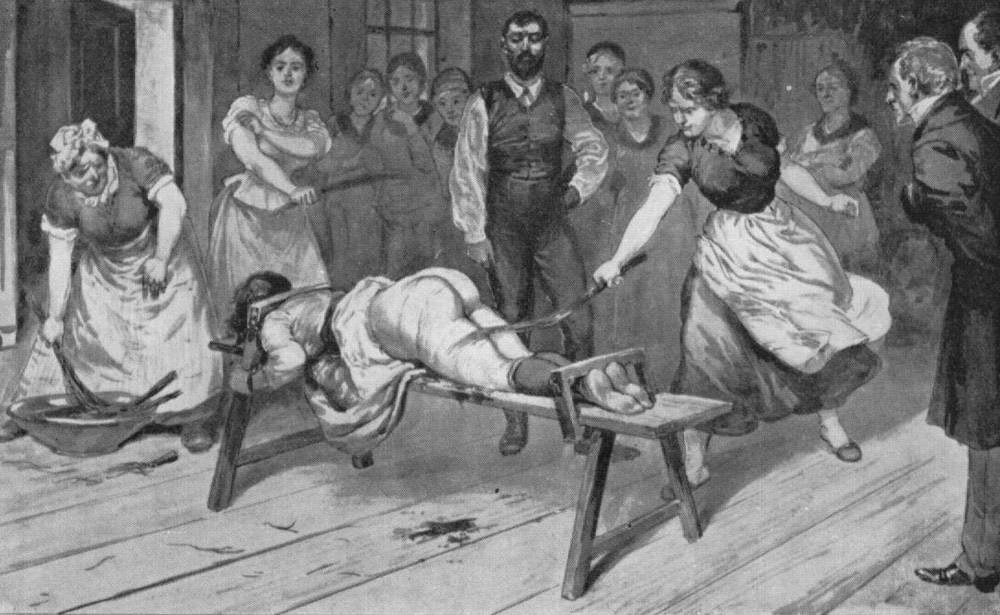
Порка розгами

По́рка — вид как правило публичного телесного наказания, при котором человека бьют по бёдрам, ягодицам или спине, реже и по другим частям тела, кроме головы, таким образом, чтобы нанести истязаемому ударами страдания и боль, но не причинять тяжких телесных повреждений.

## Техника и виды порки
Порка состоит из серии ударов и, в зависимости от применяемых инструментов, делится на:
- шлёпание (нанесение шлепков): ладонь, паддл, а также различные подручные предметы, сходные с ними по своим свойствам.
- собственно порка (нанесение ударов инструментом, имеющим площадь ударной поверхности достаточно большую, чтобы наносить хлёсткие удары, более чувствительные, чем шлепки): ремень, плеть, кнут, хлыст и так далее.
- сечение (нанесение ударов инструментом, имеющим в поперечном сечении округлую форму): розги, трость, хлыст (стек).

Существенным элементом порки является унижение (иногда публичное) наказываемого. Часто его тело обнажают (как минимум те части, по которым наносятся удары, а иногда и всё тело) таким образом, чтобы он чувствовал себя беззащитным против орудия порки.

## Языковые особенности
На многих языках «порка» имеет тот же корень, что и «ягодицы». Так, французское fessée означает «задница», а нидерландское billenkoek означает «задница + пирог». Иногда «порка» указывает на штаны или процесс их снимания. Так, нидерландское pak voor de broek означает «на штанах».

## Порка как мера наказания
Особым видом порки являлось прохождение через строй, применявшаяся в вооружённых силах разных государств и стран. Наказуемого вели между двух шеренг солдат, гусар, драгун и так далее слева и справа от него, каждый был обязан ударить по спине шпицрутеном, сзади шёл полковой врач, отсчитывающий удары.
Появившись в шведской армии в XVII веке, наказания шпицрутенами были вскоре распространены в большинстве европейских армий, а с 1701 года были введены Петром I в России.
Порка как мера наказания применялась в тюрьмах для поддержания дисциплины. В некоторых государствах Азии (например, в Иране, Сингапуре и Малайзии) порка применяется до сих пор. В Саудовской Аравии порка применялась до 2020 года за уголовные преступления. Верховный суд Саудовской Аравии в 2020 году отменил порку как вид наказания за уголовные преступления, заменив её на штрафы и тюремное заключение.

### В России
В России шпицрутены применялись и для наказания гражданских лиц (прежде всего из податных сословий) по приговору военного суда и по уставу о ссыльных.
В России порка была отменена в 1904 году, однако по факту использовалась казаками после 1904 года для разгона демонстрантов при помощи нагаек.
В результате проведённого Всероссийским центром изучения общественного мнения (ВЦИОМ) в сентябре 2012 года опроса, выяснилось, что 27 % россиян выступают за возвращение в Уголовный кодекс Российской Федерации телесных наказаний. При этом безусловно поддерживают предложение 9 % опрошенных.